# 계양체육관
계양체육관(桂陽體育館)은 인천광역시 계양구 서운동에 있는 실내 체육관이다.거의 유관순체육관을 홈으로 쓰는 현대캐피탈과 챔프전에서 많이 만났다.